# الغرقدة
الغرقدة إحدى قرى مركز الحسنة التابع لمحافظة شمال سيناء بجمهورية مصر العربية.